# Nieuwlande
Nieuwlande kis falu Hollandia északkeleti részén, Drenthe tartományban. Közigazgatásilag Hoogeveen községhez tartozik. Lakossága kb. 1300 fő.
Nieuwlande arról híres, hogy 1942-43-ban a lakók mindegyike részt vett a zsidók mentésében a holokauszt alatt: mindegyik háztartásban egy zsidó személy vagy egy zsidó család rejtőzött. Mivel mindenki részt vett az akcióban, nem állt fenn a feljelentés veszélye. A falu akkori 117 lakója közösen kapta meg a Világ Igaza kitüntetést. Johannes Post ellenálló és Arnold Douwes, a helybeli lelkész fia mindent megtettek, hogy megmentsenek több száz zsidót. Douwes volt az, aki meggyőzte a helyieket, hogy adjanak menedéket a rejtőzködőknek. Ezen felül a falu lakói az üldözötteket élelemmel, iratokkal és pénzzel is ellátták.
1988. június 18-án a jeruzsálemi Jad Vasem kertjében emlékművet állítottak a falu tiszteletére.